# White Widow (zespół muzyczny)
White Widow – polski zespół muzyczny wykonujący trap założony w Łodzi w 2018 roku. W skład grupy wchodzą: Krystian Maciaszczyk (Macias), Daniel Kosior (Kosior), Jakub Barczyk (Bary) i Paweł Piotrowski (Pawko Chłopiec). Za swój wydany w 2022 roku album "Parę Głów Dalej" otrzymali status złotej płyty. Współpracowali z twórcami takimi jak Young Multi, Asster, vkie czy Rusina.

## Historia
Grupa rapowa powstała z inicjatywy Daniela Kosiora i Pawła Piotrowskiego którzy stworzyli utwór pt. "track o ruskich szampanach" - który jednak nigdy nie ujrzał światła dziennego. W 2018 roku Daniel Kosior i Jakub Barczyk w kooperacji stworzyli minialbum "White Widow EP", z której później grupa zaczerpnęła swoją nazwę. Rok później - w 2019 roku Krystian Maciaszczyk i Paweł Piotrowski sworzyli własną EPkę pt. "Moja Wioska". 
Pierwszą piosenkę jako White Widow wydali 23 grudnia 2018 roku, początkowo grupa posiadała także 5 członka o pseudonimie DWF, który odszedł jednak z powodu innej wizji co do tworzenia muzyki.
Pierwszy skok popularności zespołu nastąpił dzięki youtuberom jak Taku & TheNitroZyniak, którzy odsłuchiwali ich piosenek podczas prowadzonych przez siebie transmisji na żywo. 31 marca 2020 roku grupa wydała swój pierwszy minialbum - Nowy Drip EP.
29 października 2021 roku wydali swój pierwszy debiutancki album pt ,,Webidemic", po której sukcesie w kwietniu 2022 roku ekipa dołączyła do wytwórni Warner Music Group.
We wrześniu 2022, podczas promocji następnego krążka Krystian Maciaszczyk wziął udział w gali freak-fight - High League 4, podczas której stoczył pojedynek z raperem Josefem Bratanem, który przegrał. 28 października miał premierę ich drugi album studyjny pt. Parę głów dalej. Płyta ta otrzymała status platynowej płyty.

## Dyskografia

### Albumy studyjne
| Rok  | Tytuł                                                                                                  | Certyfikat              | Sprzedaż       |
| ---- | --- | ----------------------- | -------------- |
| 2021 | Webidemic - Data: 29 października 2021 - Wydawnictwo: White Widow/MUGO - Format: CD, streaming         |                         |                |
| 2022 | Parę głów dalej - Data: 28 października 2022 - Wydawnictwo: Warner Music Group - Format: CD, streaming | - ZPAV: platynowa płyta | - POL: 30 000+ |
| 2025 | SUPERNOVA - Data: 27 czerwca 2025 - Wydawnictwo: Warner Music Group - Format: CD, streaming            |                         |                |

### Minialbumy
| Rok  | Tytuł                                                                                  |
| ---- | -------------------------------------------------------------------------------------- |
| 2020 | Nowy Drip EP - Data: 31 marca 2020 - Wydawnictwo: White Widow/MUGO - Format: streaming |

### Single
| Rok  | Tytuł                                                         | Certyfikat                 | Album                        |
| ---- | ------------------------------------------------------------- | -------------------------- | ---------------------------- |
| 2018 | „Sativa” (Bary i Kosior)                                      |                            | White Widow EP               |
| 2018 | „Balon”                                                       |                            | Singel niealbumowy           |
| 2019 | „Basta” (gośc. młody dziadek)                                 |                            | Singel niealbumowy           |
| 2019 | „Nascar”                                                      |                            | Singel niealbumowy           |
| 2019 | „Wróżkowie chrzestni” (gośc. vkie)                            |                            | Singel niealbumowy           |
| 2019 | „Early Mornin Trappin (Intro)”                                |                            | Nowy Drip EP                 |
| 2019 | „Drip”                                                        | - ZPAV: złota płyta        | Nowy Drip EP                 |
| 2020 | „Vvs” (gośc. Büffel)                                          |                            | Nowy Drip EP                 |
| 2020 | „Wirus”                                                       |                            | Nowy Drip EP                 |
| 2020 | „Money Dance”                                                 |                            | Nowy Drip EP                 |
| 2020 | „Hunnid Bands”                                                |                            | Singel niealbumowy           |
| 2020 | „To co chce”                                                  |                            | Singel niealbumowy           |
| 2020 | „Jetlag”                                                      |                            | Singel niealbumowy           |
| 2021 | „Loki”                                                        |                            | Singel niealbumowy           |
| 2021 | „Leave Her Message”                                           |                            | Singel niealbumowy           |
| 2021 | „Wavy” (gośc. 49 yB)                                          |                            | Singel niealbumowy           |
| 2021 | „Plug 2” (gośc. Ordine Sound)                                 |                            | Webidemic                    |
| 2021 | „Click Clack”                                                 |                            | Webidemic                    |
| 2021 | „R.I.P. King Von”                                             | - ZPAV: złota płyta        | Webidemic                    |
| 2021 | „Benihana”                                                    |                            | Webidemic                    |
| 2021 | „Diego”                                                       |                            | Webidemic                    |
| 2022 | „Cookin Up”                                                   | - ZPAV: złota płyta        | Parę głów dalej              |
| 2022 | „Parę głów dalej”                                             |                            | Parę głów dalej              |
| 2022 | „Bej Anthem” (gośc. vkie)                                     | - ZPAV: złota płyta        | Parę głów dalej              |
| 2022 | „Beef”                                                        | - ZPAV: złota płyta        | Parę głów dalej              |
| 2022 | „Błąd w symulacji” (gośc. Pako)                               |                            | Parę głów dalej              |
| 2022 | „Gest”                                                        |                            | Parę głów dalej              |
| 2022 | „Primal”                                                      |                            | Parę głów dalej              |
| 2022 | „Ride With My Boys”                                           | - ZPAV: platynowa płyta    | Parę głów dalej              |
| 2023 | „Speed Racing”                                                |                            | Singel niealbumowy           |
| 2023 | „Tyle słońca”                                                 | - ZPAV: 2× platynowa płyta | SUPERNOVA (COMPLETE EDITION) |
| 2024 | „Gorący temat”                                                |                            | SUPERNOVA (COMPLETE EDITION) |
| 2024 | „Czas 2”                                                      |                            | Singel niealbumowy           |
| 2025 | „Fenomenalny Styl”                                            |                            | SUPERNOVA                    |
| 2025 | „Mania Wydawania”                                             |                            | SUPERNOVA                    |
| 2025 | „Muszę Grać” (gośc. Kabe)                                     |                            | SUPERNOVA                    |
| 2025 | „Coming Out”                                                  |                            | SUPERNOVA                    |
| 2025 | „Nie Dygaj”                                                   |                            | SUPERNOVA                    |
| 2025 | „Worki Kabony”                                                |                            | SUPERNOVA                    |
| 2025 | „Patologia”                                                   |                            | SUPERNOVA                    |
| 2025 | „Cały Squad”                                                  |                            | SUPERNOVA                    |
| 2025 | „Shinjuku Freestyle”                                          |                            | SUPERNOVA (COMPLETE EDITION) |
| 2025 | „Ile Jeszcze Razy” (gośc. Aleshen, vkie, Kabe, Tuzza, Skumaj) |                            | SUPERNOVA (COMPLETE EDITION) |

### Gościnne występy
| Rok  | Utwór                                           | Certyfikat          | Album                  |
| ---- | ----------------------------------------------- | ------------------- | ---------------------- |
| 2019 | „Dziwko” (vkie; gośc. White Widow, Borowy)      |                     | Zanim poznałem dżunglę |
| 2021 | „Full Power” (Astrogxral; gośc. White Widow)    |                     | Backyard Mixtape       |
| 2021 | „Oscar” (Young Multi; gośc. White Widow)        | - ZPAV: złota płyta | Toxic                  |
| 2022 | „Giera” (Aleshen; gośc. White Widow)            |                     | Kilka snów             |
| 2022 | „Valentino” (Buffel & Gunda; gośc. White Widow) |                     | Wielkie B              |
| 2022 | „Ha Ha Ha Ha” (Frosti; gośc. White Widow)       |                     |                        |